# 東洋水産
東洋水産株式会社（とうようすいさん、英: Toyo Suisan Kaisha,Ltd.）は、日本の食品会社。
「マルちゃん」のブランドで親しまれている。モットーは「やる気」と「誠意」。2009年（平成21年）3月に「Smiles for All. すべては、笑顔のために。」のコーポレートスローガンを制定した。

## 概要
当初は、水産物の取引および輸出と加工食品（魚肉ハム・魚肉ソーセージなど）の製造・販売が主体であったが、1962年（昭和37年）から「マルちゃん」ブランドにてインスタントラーメンの製造・販売を開始。即席麺業界の市場占有率は日清食品に次いで第2位である。
以降、インスタントの冷やしラーメン（中華）や天ぷらそば（カップ・袋麺ともに）、カレーうどん（カップ・袋麺ともに）、即席ワンタンなど個性的な商品も登場させ、チルド・レトルト食品なども製造・販売している。ラーメン・うどん・そばなどの即席麺の寡占率に関しては、西日本では低く、東日本、特に北日本（北海道・東北6県・新潟県）で高い。
1972年（昭和47年）にアメリカで現地法人のMaruchan Inc.を設立。1977年（昭和52年）から現地生産した即席麺を北米大陸で販売し、同地では日清食品と激しいトップシェア争いを演じている。
1986年（昭和61年）頃からはメキシコにもMaruchan Inc.から即席麺の輸出を開始し、1994年（平成6年）に発生したメキシコ・ペソの大暴落でライバル企業が撤退する中で販売を継続して大きなシェアを獲得した。2006年（平成18年）現在、メキシコでの即席麺に占める同社のシェアは約85%となり、即席めんの通称名となるに留まらず、「『マルちゃん』が『早くに〜する』と言った動詞とまでなっている」とロサンゼルス・タイムズが一面で伝えるほど、現地では知名度の高いブランドとなっている。
水産・加工食品以外では、創業当初から続く冷蔵倉庫業務も引き続き手がけ、2012年現在約36万トン弱の冷蔵設備を保有しシェアでは業界5位につけている。
1950年代後半から60年代にかけて一時三井物産の子会社だった時期がある関係で、三井物産から橋本晃明が社長として招聘されたこともあり、現在も三井物産との取引が多い。三井物産食品グループの構成メンバーでもある。
東洋水産における味付けや商品展開の東西日本の境界線は関ヶ原であるとされている。静岡県内に製造拠点を持っていたこともあり、静岡県限定で発売された商品もいくつか存在する。
2011年（平成23年）11月7日に全国で発売を開始した即席袋麺の「マルちゃん正麺」は割高な価格設定にもかかわらず、SNS上の口コミなどでその味が消費者の間で評価され、2013年3月までの1年半弱で累計3億食、希望小売価格を元に計算した合計販売金額は300億円を超えるなど大ヒットを記録している。

## 沿革
- 1953年（昭和28年）3月 - 横須賀水産株式会社として築地市場で創業。
- 1956年（昭和31年）7月 - 現在の商号に変更。

## 製造拠点
- 北海道工場（北海道小樽市）
- 関東工場（群馬県館林市）
- 埼玉工場（埼玉県日高市）
- 相模工場（神奈川県伊勢原市）
- 関西工場（神戸市西区）
- 福岡工場（福岡市東区箱崎ふ頭6-10-15）

## 主なグループ会社
グループの名称は「TSグループ」（ティーエスグループ）。
- 八戸東洋株式会社（青森県八戸市）
- 宮城東洋株式会社（宮城県石巻市）
- フクシマフーズ株式会社（福島県伊達郡桑折町）
- 埼北東洋株式会社（埼玉県加須市）
- 銚子東洋株式会社（千葉県銚子市）
- 株式会社フレッシュダイナー（千葉県船橋市）
- 株式会社酒悦（東京都港区(登記上の本店は台東区)、福神漬で有名）
- 東和エステート株式会社（東京都港区）
- 株式会社東京商社（東京都港区）
- 新東物産株式会社（東京都港区）
- 湘南東洋株式会社（神奈川県足柄上郡中井町）
- 甲府東洋株式会社（山梨県中央市）
- スルガ東洋株式会社（静岡県焼津市）
- ヤイズ新東株式会社（静岡県焼津市）
- 株式会社いらご研究所（愛知県田原市）
- ユタカフーズ株式会社（愛知県知多郡武豊町、東京証券取引所スタンダード上場）
- ミツワデイリー株式会社（神戸市東灘区）
- 株式会社シマヤ（山口県周南市、だしの素で有名）
- 伊万里東洋株式会社（佐賀県伊万里市）

その他のグループ会社は、ウェブサイト事業所・グループ一覧に詳しい。

## マルちゃん誕生の経緯

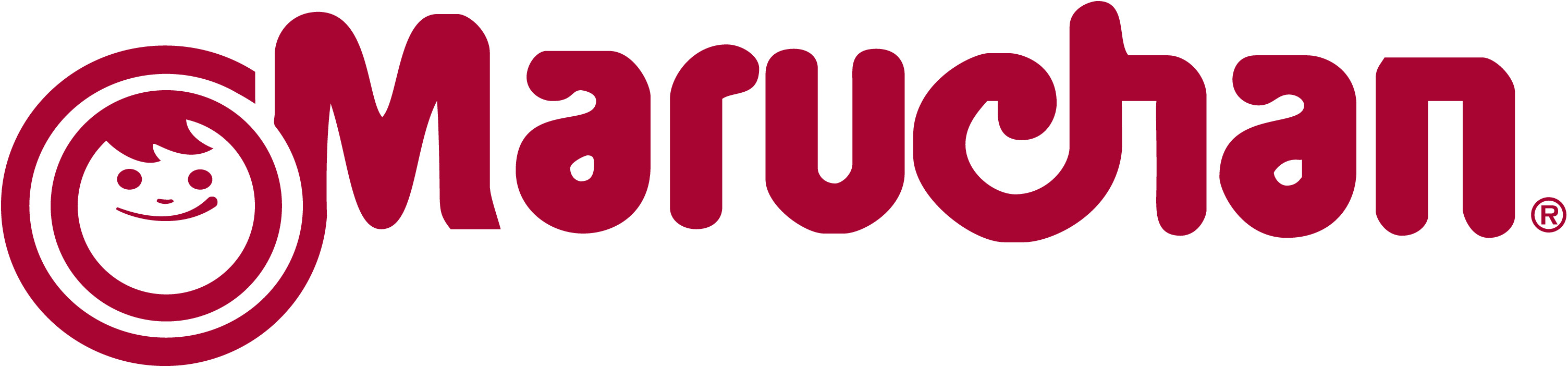
海外でのマルちゃんのロゴ
（このロゴマークは日本市場では1992年発売の「ホットヌードル〈初代〉」に唯一、採用された）

創業時は築地市場の屋号として、丸の中に社名の読みの頭文字“と”と 日の丸をモノグラム化したマークを使用した。数年間はこれを社章・商標としたが、幅広い層から親しみを得るため、現在の「マルちゃん」マークを考案した。マルちゃんは最初の屋号に由来する。最初期の 丸と、から マルト、マルトちゃん、マルちゃん、と変遷した。
1986年3月にCIを導入して「マルちゃん」マークに加えてランドーアソシエイツに制作を依頼したTSマークを採用し、6月に「マルちゃん」マークの意匠を小変更した。TSマークは1986年1月からテレビCMで使用された。

## 主な食品
（現在・一部抜粋・過去のものを含む）

### カップ麺
- 赤いきつね・緑のたぬきシリーズ（前者は1978年（昭和53年）8月に発売、後者は1980年（昭和55年）8月に発売。発売当初からCMに武田鉄矢を起用し、現在も出演中）
  - 赤いきつね うどん
  - 赤いきつね うどん でか盛（1989年（平成元年）発売。当初の商品名は「赤い大きつねうどん」だった）
  - 赤いきつね 焼うどん（2017年6月12日発売。「赤いきつね」の風味はそのままに、焼うどんにアレンジしたもの）
  - 赤いまめきつね うどん
  - 赤いたぬき 天うどん (赤緑合戦 和解記念商品)
  - 緑のたぬき 天そば
  - 緑のたぬき 天そば でか盛（1989年発売。当初の商品名は「緑の大たぬき天そば」だった）
  - 緑のまめたぬき 天そば
  - 緑のきつね そば（赤緑合戦 和解記念商品）
  - 黄色い博多ラーメン
  - 黄色いまめとんこつ博多ラーメン
  - 黒い豚カレーうどん
  - 黒い豚カレー焼そば（2009年（平成21年）度から夏季限定商品として発売。赤いきつね・緑のたぬきシリーズ唯一のカップ焼そば）
  - 白い力もちうどん
  - あつあつ豚汁うどん
  - あつあつ豚汁うどん でか盛（2015年11月16日発売）
  - あつあつ牛すきうどん
  - あつあつ牛すきうどん　大盛り縦型カップ（コンビニ専売）
  - 紺のきつねそば
  - 讃岐風天ぷらうどん
  - 山菜乱切りそば
  - あつあつけんちん風うどん（2009年11月2日発売）
  - ほくほくのコロッケそば（2011年（平成23年）11月14日発売）
  - 田舎風なめこおろしそば（2012年（平成24年）10月1日発売）
  - おそば屋さんのにしんそば（2014年（平成26年）10月20日発売）
  - 濃厚ごま担々うどん（2014年（平成26年）10月20日発売）
  - 青いちゃんぽん（2015年度期間限定商品）
  - 旨みふぐだしうどん（2015年10月19日発売予定）
  - 博多水炊き風鶏だしうどん（2015年10月19日発売）
  - クリーム色のもちカレーうどん（2016年度期間限定商品）
- 「和庵（なごみあん）」シリーズ（2008年（平成20年）1月発売。マルちゃん赤いきつねと緑のたぬきの廉価版にあたる商品で両者共にオープン価格となっており、当初は100円ショップでの販売が可能となっていた）
  - 和庵 きつねうどん
  - 和庵 天ぷらそば
  - 和庵 肉うどん（2010年（平成22年）1月発売）
- 「麺之助（めんのすけ）」シリーズ（2023年（令和5年）9月4日発売。従来の「和庵」シリーズと「つるっとワンタン麺」シリーズ、「焼そば名人」シリーズなどの各種廉価版カップ麺シリーズをそれぞれ統合したシリーズ）
  - 麺之助 きつねうどん
  - 麺之助 小えび天そば
  - 麺之助 すき焼き風うどん
  - 麺之助 縦型 天ぷらうどん
  - 麺之助 縦型 肉そば
  - 麺之助 縦型 鴨だしそば
  - 麺之助 ワンタン麺 中華そば
  - 麺之助 ワンタン麺 鶏だし塩そば
  - 麺之助 ワンタン麺 旨辛麺
  - 麺之助 ソース焼そば（競合商品となる明星食品の「焼そばでっせ ソース味」同様、ふりかけのあおさを除くキャベツなどのかやくが一切入っていないのが特徴）
- ホットヌードル（1992年（平成4年）発売。1991年（平成3年）以前の商品名は「L.Lヌードル」シリーズだった。2015年2月からホットヌードルNEOにブランド改称し、2023年現在では後述する「MARUCHAN QTTA」の廉価版としてほぼ位置付けられ、2020年代以降の長期的な円安ドル高を発端とする製品の価格高騰が発生する前は100円ショップでの販売が可能となっていた。ラインナップは醤油・はま塩・担々麺の3種類）
- マルちゃんヌードル（2009年発売。ホットヌードルNEOシリーズの廉価版で100円ショップでの販売が可能となっていたが2017年2月に上記のホットヌードルNEOに吸収される形で終売となった）
- 昔ながらのソース焼きそば（1997年（平成9年）発売。北海道、東北、信越は一時終売していた時期があったが2007年（平成19年）2月以降販売再開。姉妹品の「昔ながらの焼うどん」は同じく2007年2月以降東北、信越で販売再開。2010年2月以降の出荷分から無印JAS規格が付与された。その後、カップ麺版「マルちゃん焼そば」と入れ替わる形で2025年3月末を以て販売終了）
  - 昔ながらの中華そば（カップ麺タイプ・袋入り即席麺タイプの両方で展開。麺はノンフライ麺。ただし東北・北海道のみ未発売）
- 俺の塩やきそば（1997年発売。塩味のカップ焼きそばの源流といえる商品。細麺が採用され1分で調理可能[注 3] なのが大きな特徴。本来は期間限定の商品として発売されたが、好評のあまりインターネット上で愛好者による復活運動が起こるなどしたため、およそ半年ごとに改良を加えながら定着していった。2007年に発売10周年を記念して本宮ひろ志の「俺の空」とのコラボレーションによる期間限定パッケージが発売された。2010年5月以降の出荷分から無印JAS規格が付与され、これに伴い「俺の塩 塩とんこつ味焼そば」が追加され、2012年5月に発売15周年を記念して発売当初（1997年当時）の味をほぼ再現した「俺の塩 復刻版」が数量限定で発売された）
- 昔ながらの焼ラーメン（2015年7月20日発売）
- 富士宮やきそば（2007年2月発売。2010年7月以降のリニューアルから無印JAS規格が付与され、これに伴い「富士宮塩焼そば」が追加された）
- マルちゃん つゆまる（1996年11月発売）カップ型のたぬきうそば、きつねうどん。一時沖縄そば、カレーうどんも発売。
- でかまるシリーズ（1989年発売。エースコックの「スーパーカップ1.5」シリーズに対抗する形で登場した同社の大盛りカップ麺。発売当初は醤油味ワンタンめんやとんこつ味などの各種類の味が存在。一時期焼そばも存在していた。現在のラインナップでは「でかまる バリシャキ! もやし味噌ラーメン」と「でかまる メチャ盛! コーン塩バター味ラーメン」の2種類が存在。既存のカップラーメン類の多くは醤油味が基本形だが「でかまる」の場合、何故か味噌味が基本形となっている）
- でか一シリーズ（バリュー系大盛りカップ麺。2009年秋頃まで販売され、からしマヨネーズ付（キユーピー製）のソース焼そばも存在していた）
- ごつ盛りシリーズ（2009年11月発売。上記の「でか一」シリーズの後継にあたるバリュー系大盛りカップ麺で、今回は「でかまる」シリーズの廉価版として位置づけられている。焼そばとラーメンがある。2010年2月にからしマヨネーズ付（キユーピー製）のソース焼そばが追加された。2015年1月から、ソース焼そばの他、その横展開商品となる塩焼そばも当初限定発売されていたが、後にレギュラー商品に昇格。更に2022年3月には関西風のつゆを用いたきつねうどん、および関東風のつゆを用いた天ぷらそばもシリーズに追加された）
- 麺づくりシリーズ（1992年発売。2020年現在、最も多く売れているノンフライ系カップ麺として知られる）
- 「匠（たくみ）」シリーズ（2004年（平成16年）発売。プレミアム系カップラーメン。派手さは無いものの、厳選された拘りのある材料を使用しているのが特徴。特に醤油味は一時期、スープの材料の一部にヒゲタ醤油の『本膳』が使用された時期があった。一時期、海老塩ワンタン麺および味噌味、豚骨味などが存在していたものの、味噌味がマルコメとのコラボレーションによる「熟成　旨み味噌」として2011年12月19日に限定発売。事実上6年ぶりの復活となった。当シリーズは発売当初から2008年7月まではJAS上級規格認定商品として販売されていたが、2008年8月以降の出荷分からJAS標準規格に降格、2009年9月以降の出荷分から無印JAS規格に変更となる）
- やきそば弁当シリーズ（1975年（昭和50年）発売。様々な種類の味があり、大判サイズも発売されている。当初は全国販売されていたがシェアを獲得できた北海道以外からは撤退。現在では再度関東地方等でも発売されている。2005年（平成17年）に30周年記念パッケージで発売された。2010年2月以降の出荷分からシリーズ全種に無印JAS規格が付与された）
  - 焼きうどん弁当
- 激めん ワンタンメン（1978年発売。1980年代前半頃に「激めん カツカレーラーメン」も販売した。2007年3月以降【北海道は2007年4月以降】に「激めん みそワンタンメン」と「激めん しおワンタンメン」が、2011年9月5日に「あんかけ風 激めんワンタンメン」が[14]、2018年10月1日に「激めん ワンタンメン豆乳担々麺」が発売された。長年、静岡県以東限定だったが、発売40周年を迎える2018年10月1日のリニューアルを機に販売エリアを全国に拡大[15]。その後、販売エリアを中京地区以東に縮小したものの、2023年8月28日より販売エリアを再び全国に拡大した[16]）
- つるっとワンタン麺（2008年1月販売。マルちゃん激めん ワンタンメンの廉価版および全国版にあたる商品でオープン価格となっており100円ショップでの販売が可能となっている。醤油味、味噌味、豚骨味が存在）
- 焼そばバゴォーンシリーズ（1979年（昭和54年）に発売。1981年（昭和56年）3月の全面改良時に中華スープが同梱され、更に1984年（昭和59年）3月の全面改良時に同梱の中華スープがわかめスープに変更され現在の形となった。2005年2月に「焼うどんバゴォーン」が、2007年2月に「焼そばバゴォーン はま塩味」が、2009年2月に「焼そばバゴォーン ちょい辛」（同シリーズ発売30周年を記念して発売された。2014年3月に製造・出荷終了）が、2011年2月に「焼そばバゴォーン 凄太（すごぶと）」が、2014年2月に「焼そばバゴォーン チリトマト味」などの横展開商品が順次追加された。2020年現在は基本的に東北・信越限定[17]。ただし、最近関東のセブンイレブンや静岡のイオンタウン内にあるスーパーマックスバリュで販売されているのが確認されている。2010年2月以降の出荷分から無印JAS規格が付与された）
- ソース焼そば→マルちゃん焼そば名人シリーズ（2008年（平成20年）1月販売。マルちゃん焼そばバゴォーンの廉価版および全国版にあたる商品でオープン価格となっており100円ショップでの販売が可能となっている。廉価版故にスープは添付されていない。2009年1月に「焼そば名人」に名称を改題し、同時に塩焼そばを追加。更に2010年2月以降の出荷分から無印JAS規格が付与された。一時的であるがコメリグループ専売バージョンも存在していた）
- バリうまシリーズ（2001年（平成13年）発売。九州限定。発売当初「バリうま ごぼ天うどん」の一種類のみだったが、2007年現在「バリうま 長浜風とんこつラーメン」、「バリうま 久留米ラーメン」、「バリうま 長崎ちゃんぽん」、「バリうま 熊本風黒とんこつラーメン」が発売されており、2006年8月から九州限定のテレビＣＭも放映されている）
- 本気盛（マジモリ）シリーズ（2006年（平成18年）に発売。大盛り系縦型カップ麺で10代後半から30代前半のコアな縦型カップ麺ユーザーをターゲットとした商品。基本的にCVS向けの商品だが、ごく一部のスーパー等で販売される事がある）
- 四季物語シリーズ（2010年3月に発売）
- 日本うまいもん　青森味噌カレーミルクラーメン（東北限定のプレミアム系カップ麺。冬季限定商品）
- 日本生活協同組合連合会（CO-OPブランド）向けカップ麺
  - きつねうどん（つゆの味は東日本と西日本で異なる）
  - 天そば
  - ソース焼きそば
  - 塩焼きそば
- レナケアーシリーズ - 日清オイリオグループとの共同開発による低たんぱく・低塩のカップ麺。
  - 醬油ラーメン
  - とんこつラーメン
  - ソース焼そば
- 沖縄そば　沖縄県限定販売。時々本土のコンビニやスーパーでも見かける。通常サイズのカップの他にミニサイズ（観光みやげ品用）も販売。
- hanauta（はなうた）シリーズ（2013年（平成25年）3月4日に発売。カップ麺を含む即席麺をあまり食べる事のない30代前後の女性ユーザー向けに特化した縦型カップ麺）
  - hanauta ココロやすらぐ ソルトヌードル（カモミール）
  - hanauta カラダはじける 担担ヌードル（ローズヒップ）
  - hanauta キブンさわやか 醤油ヌードル（レモングラス）
  - hanauta ふんわりごま風味　鶏白湯ラーメン（いりごま・すりごま）
  - hanauta ほっこりしょうが風味　きつねうどん（生姜）
  - hanauta ふんわりバジル香る イタリアンヌードル（バジル）
- マルちゃん正麺（せいめん）カップ（2015年10月5日に発売。後述する袋麺「マルちゃん正麺」のカップ麺版にあたる）
  - マルちゃん正麺カップ 芳醇こく醤油
  - マルちゃん正麺カップ 香味まろ味噌（2016年4月18日にリニューアルを実施。リニューアルに伴い新たに豚挽肉が具材に追加された）
  - マルちゃん正麺カップ 濃厚とろ豚骨（発売当初は西日本以南(近畿・中国・四国・九州・沖縄)限定だったが2016年3月7日のリニューアルに伴い東日本以北でも発売された）
  - マルちゃん正麺カップ うま辛担々麺（2016年1月18日に追加・発売）
  - マルちゃん正麺カップ 旨みだし塩（2016年3月7日に追加・発売）[18]
  - マルちゃん正麺カップ スープの極み 濃厚コク塩（2016年10月10日発売）
  - マルちゃん正麺カップ スープの極み 濃厚味噌（2016年10月10日発売）
- 縦型ビッグ 味噌バター味コーンラーメン（毎冬発売の季節商品）
- MARUCHAN QTTA（マルチャン クッタ）シリーズ（2017年3月27日発売。同社の既存のカップ麺としては四季物語シリーズ以来、7年ぶりの大型商品。☆は現行商品）
  - MARUCHAN QTTA SHO-YUラーメン → コク醤油味 ☆
  - MARUCHAN QTTA SEAFOODラーメン → シーフード味 ☆
  - MARUCHAN QTTA TONKOTSUラーメン
  - MARUCHAN QTTA CURRYラーメン
  - MARUCHAN QTTA バーベキューチキン味
  - MARUCHAN QTTA サワークリームオニオン味 ☆ - 一旦販売完了したが、好評だったため2019年1月26日に販売再開[19]
  - MARUCHAN QTTA スパイシーコンソメ味
  - MARUCHAN QTTA メキシカンタコス味
  - MARUCHAN QTTA TOMATO CREAM → トマトクリーム味 ☆
  - MARUCHAN QTTA ハンバーガー味
  - MARUCHAN QTTA フライドチキン味
  - MARUCHAN QTTA わさび&ビーフ味　
  - MARUCHAN QTTA コク味噌味 ☆
  - MARUCHAN QTTA EXTRA HOT → 猛烈激辛味 ☆
  - MARUCHAN QTTA しあわせバター味
  - MARUCHAN QTTA 勇者キクチ監修 俺の味! 勇者のキーマカレー味
- マルちゃん焼そば（後述のチルド商品「マルちゃん焼そば 3人前」の味を再現したカップ焼きそばで、2023年8月および2024年8月に数量限定で発売していたが、消費者からの要望に応えるかたちで2025年3月3日より前述の「昔ながらのソース焼そば」の事実上の後継商品として全国発売されることとなった[20][21]）

#### コラボレーション商品
- ヱヴァンゲリヲン新劇場版:破 チャーシューぬきにんにくラーメン（ローソン限定。どんぶり型カップは2009年5月から6月まで、縦型ラージカップは2010年4月から5月までの完全限定商品。豚骨しょうゆ味）
- PIZZA-LA焼きそば　ニュースパイシーイタリアーナ風（2009年9月21日発売。ピザーラ並びにジャパンフリトレーとのコラボレーションを実現したCVS専売商品）
- サンデージャポン 魂の一杯 豚骨醤油（2009年11月30日発売。TBSの人気番組『サンデージャポン』の人気企画である「高橋ジョージのらあ麺ロード」とのコラボレーションを実現した商品。監修は高橋ジョージ）
- あしたのジョー クロスカウンター焼そば 醤油トンコツ味（2010年2月8日発売。大盛りサイズのカップ焼そばで漫画「あしたのジョー」生誕40周年を記念したコラボレーション商品）
- アントニオ猪木監修 燃える闘魂 スタミナネギ塩ラーメン（2010年5月17日発売。アントニオ猪木のデビュー50周年を記念して発売された大盛りカップ麺）
- ちびまる子ちゃん ノスタルジック塩ラーメン（2010年5月28日発売。テレビアニメ『ちびまる子ちゃん』の放送開始20周年記念限定商品としてセブン-イレブンのみで発売）
- AKB48 白い夏の塩ラーメン（2010年7月9日発売。セブン-イレブン限定。2010年8月までの完全限定商品。シーフード塩味）
- 夢のWコラボ 東京の名店 二代目海老そば けいすけ × 札幌の名店 麺屋 彩末 海老味噌味ラーメン（2011年9月発売）
- 公益財団法人日本サッカー協会公認　マルちゃん縦型 俺の塩HOME編 塩ラーメン、マルちゃん縦型 俺の塩AWAY編 豚骨ラーメン（2012年6月4日発売。サッカー日本代表オフィシャルライセンス商品）

### 袋入り即席麺（チルド麺は除く）
- マルちゃんみそ・塩・しょうゆ（北海道・東北・信越・静岡限定。ただし信越は一時期、塩ラーメンのみが販売されていたが2020年9月以降より、みそラーメンとしょうゆラーメンの販売が再開された。1968年発売のしょうゆ味は、世界で初めて液体スープ【「調味液」と表記されているため調理する際に同梱の粉末スープと一緒に用いる】を採用したインスタントラーメンである。しおラーメンに関しては北海道で販売する物と東北・信越・静岡で販売する物とは味のベースが若干異なっている。2010年9月におよそ40年ぶりに大幅なリニューアルを実施し、スープの風味と麺の食感がそれぞれ見直された）
- マルちゃん赤みそラーメン（北海道・東北・静岡限定）
- マルちゃんカレーうどん（1965年発売。2006年に40周年記念パッケージで発売された）
- マルちゃん天ぷらそば（1970年発売。当初の商品名は「マルちゃんのたぬきそば 即席」だった）
- マルちゃんワンタン
- 味噌煮込みうどん（東海限定）
- ハイラーメン（静岡限定。2010年12月におよそ48年ぶりで大幅なリニューアルを実施し、スープの風味と麺の食感がそれぞれ見直された）
- 屋台十八番（フライ麺。1987年発売。当初は全国で発売されていたがその後北海道限定商品に変更され2010年頃まで販売されていた）
- 屋台十八番 なま味（東北限定→東北・北海道限定。1988年発売。ノンフライ麺。しょうゆ・みそ・しお。当初は全国で販売されていた）
- 屋台十八番 なま味(H)（北海道限定。2009年発売。同上。醤油味・味噌味・塩味。2013年9月に上記の屋台十八番 なま味に統合される形で販売終了となった）
- 昔ながらの中華そばシリーズ（ノンフライ麺。北海道・東北は除く）
- ダブルラーメン（北海道限定。その名の通り1つの袋に2食分の麺と粉末スープがそれぞれ添付されている）
- たまご麺（みそ・しょうゆ）（西日本と中京限定。名前の通り麺のつなぎに卵粉を使用している）
- バリうまとんこつ（九州限定）
- マルちゃん焼そば（静岡限定）
- 焼そばやきっぺ（北海道限定）
- 冷しラーメン（1966年3月に発売。いわゆる冷やしラーメンではなく冷やし中華の即席ノンフライ麺[注 4]。北海道での呼び方だが全国でこの名称にて発売。酢醤油風味だれが基本だが2000年代以降からゴマ風味だれもラインアップに加わった。2013年に後述するマルちゃん正麺に冷やし中華シリーズが追加されたのに伴いシェアが激減、翌年の2014年3月に、「ごまだれ味」を販売終了して、通常の酢醤油風味のみに一本化するなど販売縮小を行った[要出典]。）
- らーめんたべたい（2代目。みそ・しお・しょうゆ・とんこつ。初代(しょうゆ・みその2品)は1985年に発売したが販売不振で翌年に販売終了。その後2009年にオープンプライス商品として24年ぶりに復活（2代目）。ただし5食パックのみの販売となる）
- マルちゃん正麺（せいめん）（2011年11月7日発売。同社の袋入り即席麺としては久方ぶりとなる大型商品。乾燥麺でありながら、生の麺本来の味と食感が楽しめるのが特徴で当商品のヒットをきっかけに生産が減少していた袋麺が見直され、各食品会社で即席袋麺の再研究がなされる契機となった。当初は醤油味、および味噌味、豚骨味のラインアップだったが2012年8月6日に塩味が、2013年4月22日に夏季限定商品の冷やし中華(醤油だれ冷やし)がそれぞれラインアップに追加。このうち、味噌味は2013年8月26日に先行リニューアルを実施し、スープの風味の全体的なバランスが見直された[注 5]。2013年10月7日にシリーズ初の和風麺として（かけ）うどん、およびカレーうどんがそれぞれ発売され、2014年3月24日に夏季限定商品の冷やし中華シリーズにごまだれ冷やしが追加、2014年10月から鍋用の煮込んで食べるマルちゃん正麺シリーズ（醤油ラーメン、およびうどん）が、2014年11月10日に和風麺の鴨だしそば（蕎麦）が発売された。2015年7月27日に中華麺シリーズが全てリニューアルし、醤油味・味噌味・塩味はいずれも麺の厚さを増し、配合を変更することで、しっかりとしたコシと、生麺に近い食感を実現、豚骨味は、配合を変更し、従来品に比して豚骨ラーメンらしさを感じる歯切れの良い食感を実現した。2016年10月17日に数量限定商品にしてシリーズ最後発となる担々麺が追加された。スープの味は先行発売されたマルちゃん正麺カップのうま辛担々麺同様、味噌と醤油を合わせたスープがベースとなっている）
- 華味餐庁（かみさんちん）（1982年発売。五香風味・しょうゆ味、辣醤風味・みそ味のほかに涼麺が存在していたが、競合商品となる明星食品の中華三昧に販売シェアで大きく水をあけられ、発売から3年後の1985年に販売終了となった。安永航一郎の漫画「県立地球防衛軍」に登場するインド人留学生・カーミ・サンチンはここからきている）
- 袋 昔ながらのソース焼そば
- 金の麺（セブン&アイホールディングス向けの商品で、セブン-イレブンを中心に販売。マルちゃん正麺と同じく乾燥麺で、味のラインアップは、当初醤油味のみの販売だったが、後に味噌味・塩味も発売した）
- マルちゃん ZUBAAAN!（ズバーン!）（2022年4月4日発売開始。同社の袋入り即席ラーメンとしてはマルちゃん正麺以来、10年半ぶりとなる大型商品かつ、先述の華味餐庁以来、40年ぶりとなるプレミアム系袋入り即席中華麺。「誰もが自宅に居ながらにして、手軽に“お店品質のあの味”を楽しめるラーメン」をコンセプトにした新ブランドで、新技術を取り入れた麺に、今までにないスープでラーメン店に迫る品質のクオリティを実現し、食べた瞬間に脳と心に「ZUBAAAN!」と“響き”、“記憶 に残る”、ラーメン好きのど真ん中に刺さるようなインパクトのある味わいに仕上げた。当初は「背脂濃厚醤油」「旨コク濃厚味噌」「にんにく旨豚醤油」の3種類を発売したが、2023年4月3日に「横浜家系豚骨醤油」、2024年3月4日につけ麺としても風味を楽しめる「豚骨魚介中華そば」を追加して5種類の味のラインアップとなった）

### チルド麺
- マルちゃん焼そば（1人前・3人前）（1975年11月発売。チルド麺の中で売上げ日本一を誇る。3人前の味の種類は、ソース、塩、お好みソース、たらこ、あんかけ、中華オイスター醤油等が有る。1人前では、ソース付焼そばの他、ソースが付いていない物も有り、細麺と太麺がある）
- マルちゃん生ラーメン（3人前）（味は、醤油、味噌、タンメン、和風しょうゆ、醤油とんこつ、とんこつが存在する。みそ、しょうゆは北海道を除く全国、タンメンは東北・関東・信越限定で発売）
- マルちゃん復刻版ラーメンシリーズ
  - みそ・中華そば（しょうゆ）（北海道・北陸・中京を除く全国）
  - しお（東北・関東・信越・近畿・中国・四国限定）
  - しょうゆとんこつ・鶏ガラしょうゆ （近畿・中国・四国・九州限定）
- 昔ながらの中華そば（1人前）（醤油、塩、味噌、豚骨、和風しょうゆが存在。みそ、しょうゆは全国発売だが、とんこつ、和風しょうゆは北海道、 しおは九州では未発売）
- 玉ちゃんぽん（3人前）（九州限定）
- 中華そば（1人前）（東北限定）
- 麺づくり つけ麺（2人前）
- ちゃんぽん（2人前）（西日本限定）
- 鍋用ラーメン（2人前）（鍋料理専用でスープは添付していない。パッケージにちびまる子ちゃん一家が登場）
- 鍋用パスタ（2人前）（洋風鍋料理専用のパスタ。パッケージにちびまる子ちゃん一家が登場）
- マルちゃんソフトめん（東北・関東・信越・静岡・中京限定。2011年発売。学校給食の定番メニューであるソフトめんを市販化。パッケージにちびまる子ちゃんが登場）

ほか

### 加工食品
- 魚肉ソーセージ
  - ソーセージ
  - かまぼこ
  - ハム・ハンバーグ
  - わかめ
- 調味料
  - だしの素
  - 焼めしの素 ソース味 - 「マルちゃん焼そば ソース味」の味をイメージしたチャーハンの素。
- 削り節
- スープ
  - ワンタンスープ
  - 春雨スープ
  - フリーズドライスープ
  - その他
- えび天ぷら（3枚入り）
- 缶詰（さば、いかげそ等）
- あったかごはん（パック入り米飯）
  - 白米
  - 雑穀米
  - 味付ごはん
- 冷凍食品
  - 焼きそば
  - ライスバーガー
  - 冷凍野菜
  - その他

### 飲料
- 非常災害用保存飲料水（缶入りナチュラルウォーター）

## CM出演者・その他関連人物

### 現在の出演者
※ ◆はSNS広告、またはWebCMのみの出演者

（2025年6月現在）
- 斎藤アリーナ（CMで必ず流れる「Smiles for All」のサウンドロゴの声を担当）
- 武田鉄矢（「赤いきつね」・「緑のたぬき」シリーズ）
- ヒロシ（「赤いきつね」・「緑のたぬき」シリーズ、2024年10月 - 11月度限定CM「秋のキャンプ」篇、および2025年3月 - 5月度限定CM「春のキャンプ」篇のみ出演かつ上記の武田鉄矢と共演）
- タカアンドトシ（「激めん」【東日本地区のみ】、「やきそば弁当」【北海道地区のみ】、「焼そばバゴォーン」【東北、信越地区のみ】「昔ながらのソース焼そば」【ただし、北海道、東北、信越地区はCM未放送】（中者は2008年 - 現在、後者は2008年 - 2022年）。「やきそば弁当」の場合2人が北海道出身のため2007年のCMに関しては本州地区とは別枠CMの可能性あり、「マルちゃん焼そば」【Web広告のみ】）
- 役所広司（「マルちゃん 正麺（せいめん）」シリーズ）
- 佐藤栞里（「麺づくり」シリーズ、2024年3月18日 - ）
- 奈緒（「MARUCHAN QTTA」、2024年3月18日 - ）
- 水瀬いのり（「MARUCHAN QTTA」、クッタくんの声。上記の奈緒と共演。2024年3月18日 - ）
- 市原隼人（「マルちゃん ZUBAAAN!」、2024年9月9日 - 、背脂濃厚醤油のみ起用）

### 過去

#### 「赤いきつね」・「緑のたぬき」シリーズ
※いずれも武田鉄矢と共演（例外あり）
- 小野真弓
- ふかわりょう
- ジョーダンズ
- TIM
- ドランクドラゴン
- 眞鍋かをり（「あつあつ豚汁うどん」は単独で起用）
- アンタッチャブル
- 長野博、風間俊介、増田貴久、八乙女光（武田鉄矢と共にCMオリジナルユニット「TU→YU」を結成）
- 榮倉奈々
- ヒャダイン
- パパイヤ鈴木
- 赤マルダッシュ☆
- パトリック・ハーラン
- ドミニク・コルビ
- 財木琢磨（BS-TBS『水戸黄門』オリジナルCMのみ出演）
- 荒井敦史（BS-TBS『水戸黄門』オリジナルCMのみ出演）
- 濱田岳
- 麻生久美子
- シソンヌじろう
- あの（2024年12月度限定CM「年越しの問いかけ」篇のみ出演）
- 富栄ドラム（「赤いきつね」・「緑のたぬき」シリーズ、上記の武田と共演、2025年1月 - 2月度限定CM「真冬のかまくら」篇のみ出演）

#### 「ホットヌードル」
- 鈴木蘭々
- 鮎川誠
- 菅野美穂
- 江角マキコ
- 新庄剛志
- エドワード・ファーロング
- 今村雅美

#### 「麺づくり」
- ヴェルディ川崎の選手達（初期は武田修宏、都並敏史、菊原志郎、藤川孝幸。後期は藤吉信次、阿部良則、石川康、河本充弘、菊池新吉。）
- 竹中直人
- ウッチャンナンチャン
- 上川隆也
- 沢村一樹
- TRF（ボーカル篇は松木里菜と共演。）
- 中川翔子（2007年。CM中のBGMに『仮面ライダー』のOP主題歌「レッツゴー!!ライダーキック」の替え歌が使用されている）
- 狩野英孝（「みんな食べてる」篇。多数の素人が出演の中、狩野は台詞なしで一瞬だけ映るのみ、後に台詞ありバージョンも放送）
- 真矢みき（2009年8月3日 - 2012年8月、「昔ながらの中華そば」シリーズ、2009年8月20日 - 2012年7月）
- 瀧本美織（2012年9月3日 - 2015年8月、「昔ながらの中華そば」【北海道、東北地区除く】・「屋台十八番 なま味(T)」【東北地区】・「屋台十八番 なま味(H)」【北海道地区】シリーズ、2012年9月 - 2013年8月）
- 織本順吉（2013年9月9日 - 2015年8月、「麺づくり一家」の祖父役として瀧本と共演）
- りりィ（2013年9月9日 - 2015年8月、「麺づくり一家」の祖母役として瀧本と共演）
- 亀田誠治（2013年9月9日 - 2015年8月、「麺づくり一家」の父役として瀧本と共演）
- 田中広子（2013年9月9日 - 2015年8月、「麺づくり一家」の母役として瀧本と共演）
- 池田貴史（2013年9月9日 - 2015年8月、「麺づくり一家」の従兄弟役として瀧本と共演）
- 松田橙之介（2013年9月9日 - 2015年8月、「麺づくり一家」の甥役として瀧本と共演）
- 村上信五（関ジャニ∞）（2015年10月5日 - 2023年8月31日[注 6]）

#### 「昔ながらのソース焼そば＆昔ながらの焼うどん」
- YOU THE ROCK★（CM出演：「○焼 昔ながらのソース焼そば」"○焼"は○の中に焼の字。読みはマルヤキ。他に東北/信越地区では「焼そばバゴォーン」も）
- 山田孝之（東北/信越地区では「焼そばバゴォーン」、北海道地区では「やきそば弁当」も）
- 波田陽区（東北/信越地区では「焼そば＆焼うどんバゴォーン」、北海道地区では「やきそば＆焼うどん弁当」も）
- 石原良純（東北/信越地区では「焼そば＆焼うどんバゴォーン」、北海道地区では「やきそば＆焼うどん弁当」も）
- 眞鍋かをり（東北/信越地区では「焼そば＆焼うどんバゴォーン」も）

#### 「四季物語」
- ジェロ（2010年）
- 水沢エレナ（「夏のときめき」篇のみ出演。ジェロと共演。）
- 小林幸子（「秋のときめき」篇のみ出演。ジェロと共演。）
- 濱田龍臣（CM出演 :「四季物語」シリーズ）同シリーズの2011年度総合イメージキャラクター。

#### 「マルちゃん 正麺(せいめん)」
※役所広司と共演
- 島崎遥香（AKB48）（2014年8月リニューアルの塩味「新しい塩」篇に出演）[22]
- 平野レミ

#### 「マルちゃん 正麺カップ」
- 岡田准一（V6/Coming Century元メンバー）

※以下、岡田准一と共演
- 風間俊介（2016年4月リニューアルのみ出演）

#### 「MARUCHAN QTTA」
- 松本人志（ダウンタウン、2017年 - 2019年）
- 早田ひな（2019年）
- 香川照之（2019年9月 - 2022年8月）
- 菊池風磨（Sexy Zone、2023年1月5日 - 9月17日[注 7]）

#### 「マルちゃん ZUBAAAN!」
- 米倉涼子（2022年4月4日 - 2024年8月31日）[注 8]
- 一ノ瀬ワタル（2024年9月16日 - 12月31日、博多豚骨ラーメンのみ起用）
- 池田美優（みちょぱ）（「マルちゃん ZUBAAAN!」、2025年1月1日 - 3月9日、旨コク濃厚味噌のみ起用）

※先述の米倉涼子と共演
- 大塚芳忠（2022年4月4日 - 2023年3月31日、CM本編の天の声を担当）

※WebCMのみ出演
- 大江裕（2023年10月10日 - 2024年1月31日）

※幽☆遊☆白書コラボムービー
- 浦飯幽助（声：佐々木望）戸愚呂弟（声：三宅健太[注 9]）（2024年10月4日 - 12月31日）[23]

#### その他商品
- 岡崎友紀（CM出演：マルちゃん「天ぷらそば」「塩ラーメン」「冷やしラーメン」「リャンタンメン」）
- 細川たかし（CM出演：「華味餐庁」マルちゃん「みそ」「塩」「しょうゆ」ラーメン）
- ピート・ローズ、内海賢二（CM出演：マルちゃん「激めん」）
- 吉幾三（CM出演：東北限定袋入りラーメン「とっておき」シリーズ、東北限定カップ麺「麺遊記」シリーズ（天ぷらうどん「天竺」、チャーシュー麺「猪八戒」））
- 森迫永依（CM出演：「屋台十八番」シリーズ）
- 明石家さんま（CM出演：「焼そばバゴォーン」・「ツクツクスープゼミ」篇、「納豆&わかめラーメン/納豆&わかめそば」・「私はさんま」篇）
- ちびまる子ちゃん（架空人物）（CM出演：「屋台十八番」シリーズ、マルちゃん「みそ」「塩」「しょうゆ」ラーメン・「鍋用ラーメン」パッケージ）
- ナインティナイン（CM出演：「ラーメン横町」）
- 柳沢慎吾（CM出演：「焼そばバゴォーン」、「でかまる」シリーズ）
- 藤原竜也（CM出演：マルちゃん「匠」シリーズ）
- 三橋美智也（CM出演：「激めん」。発売当時「ミッチー」の愛称でラフなスタイルで登場した。）
- 爆笑問題（CM出演：「2001麺」）
- 西川きよし、山田花子、次長課長、NON STYLE、タカアンドトシ 【企業CM】（東洋水産&よしもと Smiles for All・スマイル工場プロジェクト） 吉本興業とマルちゃんの一大キャンペーン。
- GEMS COMPANY（コラボMV「バレンタインイヴ」[24]: QTTAとGEMS COMPANYがコラボレーションしたオリジナルMVで、スマホ7台連動ムービーを発表した。
- 春川ますみ（CM出演：「ホットワンタン」）

#### 関連人物
- ドミンゴ・マルティネス（元プロ野球選手、西武ライオンズ→読売ジャイアンツ）（西武時代、西武球場での公式戦に限りホームランが出ると「マルちゃん賞」としてファンに抽選で「赤いきつね」などがプレゼントされた）
- 本宮ひろ志（漫画家。代表作「俺の空」とのコラボレーションで「マルちゃん俺の塩やきそば」の10周年記念パッケージのイラストを担当）

## 提供番組

### 現在
全国ネットにおける固定スポンサーの提供番組は2024年3月をもって「なし」に。
- 24時間テレビ 「愛は地球を救う」（日本テレビ系列） - 同番組放送日のみ、全編アニメーションの企業CMが放送される。
- 全国高等学校クイズ選手権（日本テレビ系列） - サブスポンサー
- どさんこワイド（札幌テレビ、月曜18時台での提供）
- おふくろ、もう一杯（フジテレビ） - 長年CMキャラクターを務めている武田鉄矢がナレーションを担当している。
- 仮面ライダーガッチャード（テレビ朝日系列） - 2023年12月10日から期間限定で提供。
- にじいろジーン（関西テレビ）
- ミライ☆モンスター（フジテレビ系列）
- ウイークエンドバラエティ 日高晤郎ショー（STVラジオ、「なんでもかんでも三曲クイズ」での提供、10時30分前後）
- アップ（RBCiラジオ、7時台前半のスポンサー）

上記の番組だけではなく、さまざまな番組のスポンサーになっている。『日高晤郎ショー・なんでもかんでも三曲クイズ』 → 『ごきげんようじ・マルちゃんのリスナー突撃!イントロクイズ』での提供読みは、「マルちゃんでおなじみの東洋水産」となっている。

### 過去
- 笑点（STV、ローカルスポンサーで40分放送時代だった1980年代中期 - 1996年3月31日放送分まで提供（ネットスポンサーのサントリーに代わって提供[注 12]）。翌月からは『ズームイン!!朝!』のローカルスポンサーを経て、『どさんこワイド』の月曜18時台に移行）
- とことんやれ大奮戦!（日本テレビ系列）
- マジカル頭脳パワー!!（土曜時代）（日本テレビ系列）
- 金曜ロードショー（日本テレビ系列）
- ダウンタウンDX（読売テレビ制作・日本テレビ系列） ※2020年10月からは60秒に拡大で、前半はミキが出演の当該番組とのコラボCMを放送している（21時からの『秘密のケンミンSHOW極』などの特番編成時でも放送[注 13]）。但し、一時期降板した時期もある。
- ズームイン!!サタデー（日本テレビ系列） - 6時台後半スポンサー
- 東洋水産レディス北海道ゴルフ（北海道文化放送制作・フジテレビ系列）[注 14]
- ちびまる子ちゃん（フジテレビ系列）
- ツヨシしっかりしなさい（フジテレビ系列）
- ウチくる!?（フジテレビ、関東地区のみ）
- ボクらの時代（フジテレビ系列） - 2016年10月から提供。
- SLAM DUNK（テレビ朝日系列）
- ウンナン極限ネタバトル! ザ・イロモネア 笑わせたら100万円（TBS系列）
- 超時空要塞マクロス（毎日放送制作・TBS系列）
- 仮面ライダーBLACK（毎日放送制作・TBS系列）
- マクロス7（毎日放送制作・TBS系列）
- ヒカルの碁（テレビ東京系列）
- 仮面ライダー555[注 15]（テレビ朝日系列）
- 仮面ライダー剣[注 16]（テレビ朝日系列）
- かいけつゾロリ→まじめにふまじめ かいけつゾロリ（名古屋テレビ制作・テレビ朝日系列）
- クイズプレゼンバラエティー Qさま!!（テレビ朝日系列） - 隔週で前半枠と後半枠を交代。
- テレビ朝日水曜21時枠刑事ドラマ（テレビ朝日系列、遅れネット局の富山テレビ・福井放送・山陰放送・テレビ高知・テレビ宮崎にも提供） [注 17]
- レッツゴーミッチー（ラジオ関東）
- 鉄矢のマルちゃんくらぶ（ラジオ関東）
- ごごネタ!火曜・クックTV (CBC制作・TBS系列)
- 天気予報（福島中央テレビ）
- 水戸黄門（BS-TBS） - 番組内では「マルちゃん赤いきつねと緑のたぬき」の水戸黄門バージョンのCM（30秒）が挿入された。
- 仮面ライダーギーツ[注 18]（テレビ朝日系列）- 番組内では「マルちゃん赤いきつねと緑のたぬき」の同番組コラボCM（30秒、全4バージョン）が挿入された。

## その他

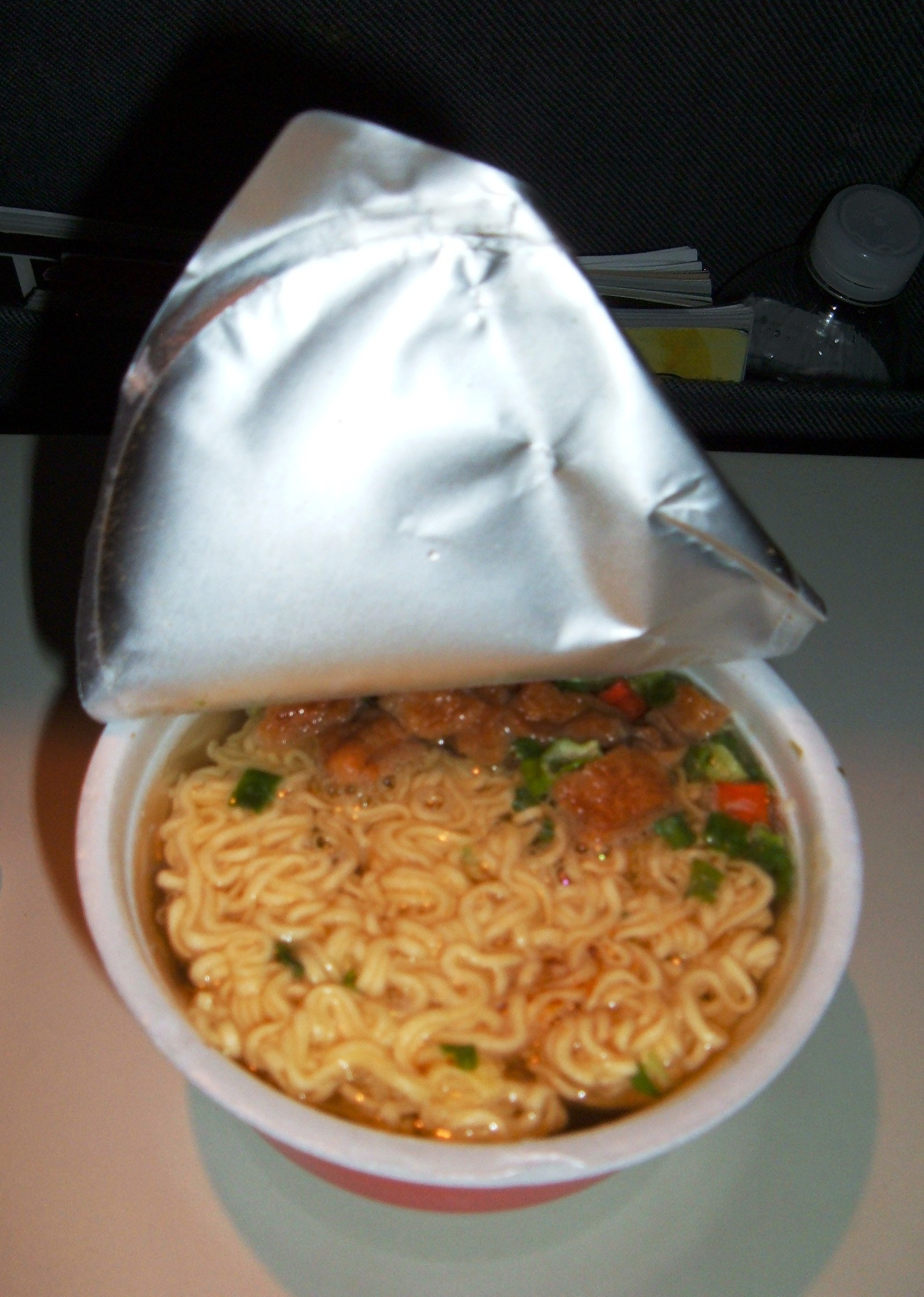
ユナイテッド航空のきつねらーめん

### 製造・販売関係
- 日本生活協同組合連合会と協同開発した、どんぶり型カップ麺の「きつねうどん」および「天ぷらそば」を製造、全国の生協へ供給している。多くの協同開発製品と異なり、「マルちゃん」のロゴが明記されているのが特徴。内容は「赤いきつね」および「緑のたぬき」とほぼ同様。カップに、環境ホルモンの恐れがある物質の溶出を防ぐPETコーティングがされている。この「きつねうどん」の一部は、関連会社の「酒悦」の工場で生産されている。
- 日本生活協同組合連合会と協同開発した、コープブランドの「しょうゆラーメン」「みそラーメン」「しおラーメン」を製造して全国の生協へ供給している。「マルちゃん」のロゴはない。通常5食パックでの販売で、製造者として東洋水産の名が記されている。一般の袋入りインスタントラーメンよりもやや量が少なめで調理に要する熱湯は通常500mlだが本製品は450mlで、5食パックの通常価格が200円未満と安価に設定している。
- 北海道のコンビニエンスストア・セイコーマートオリジナルのカップラーメンを、札幌工場(～2012年3月)で生産している（しょうゆ・みそは2006年3月13日から、しおは2006年4月17日から販売）。その後製品刷新や期間限定品は札幌工場の移転先小樽工場と傘下の酒悦工場から出荷している。2024年現在、セイコーマート・プライベートブランド・カップ麺は東洋水産に加えてサンヨー食品とカナヤ食品、エースコック、ヤマダイが製造を行っている。
- 他、セブン&アイ・ホールディングスグループのプライベートブランド（PB商品）「セブンプレミアム」など、一部PB商品の製造も行っている。
- 西友のブランド「みなさまのお墨付き」(期間限定や数点のカップ麺）、私鉄系スーパーマーケットの共同運営する八社会のVマーク・ブランド、国内ドラッグストアチェーンなどのプライベートブランドカップ麺を受託製造している（2024年3月現在）。
- アメリカのユナイテッド航空の日本発着を含む長距離路線で、「きつねらあーめん」[注 19] と日本語表記のあるカップ麺「Chinese Noodles」が機内食として提供されている。麺はラーメン、スープはうどん、具に小さく刻んだきつねうどんの油揚げなどである。このカップ麺はカップの部分に「TOYO SUISAN」と「TS」マークが書かれているが、「マルちゃん」のロゴはない。機内食用のカップ麺は他に全日本空輸（ANA）向けに「ANAとびっきりおうどん」と「ANAとびっきりみそらーめん」も生産・納入している。
- 1993年に生タイプ麺を使ったカップラーメンとして「ヌー大陸」を販売した。当時「日清ラ王」に対抗する商品として開発してしょうゆ味ととんこつ味の2種類を販売し、1995年に商品名を「ラーメン横町」に改名してしょうゆ味とみそ味の2種類を販売したが、1996年に生タイプ系カップ麺の分野から撤退している。

### 海外販売関係
- マルちゃんシリーズは海外でも販売されており、特にメキシコでは2004年に7 - 8割程のシェアを占めている。即席麺であるので当然手軽に速く作って食べることができるため、現地では「手軽にできる」「素早くできる」といった意味の俗語としても用いられている[注 20]。逆に国民的人気商品となったことでメキシコの伝統料理が危機に瀕しているため問題となっている。
- メキシコでは極めて高い市場シェア（即席めんで85％）を占めているマルちゃんシリーズだが、意外にも現地生産は行われておらず、ほぼ全量が米国Maruchan, Inc.からの輸出である。過去に現地生産に向けた調査が行われたこともあるが、メキシコの国土の大半が標高1000m以上の高地であるために水の沸点が低くなり、麺をゆでる際の品質に問題が生じることが判明したため、現地生産を断念した経緯がある。

## 事件・事故・論争
- 同社が関連する財団法人として「一般財団法人東洋水産財団」（1975年11月設立、旧：東和食品研究振興会）がある。元々は魚肉ソーセージなどの保存料として使われていた「フリルフラマイド（通称AF2）」に発癌性・催奇性があるとして1970年代前半に社会問題化したことが背景にあり（結局AF2は1974年に使用禁止となる）、食品に関する安全性を民間で研究する体制を確立すべく設立された。現在は毎年国内の大学や水産系高校に対し公募を行った中から10件前後に対し奨励金を給付している。
- 2011年に「ホットワンタンおかずのスープ」を食べた27歳の会社員が、中にゴキブリの死体が入っているのを発見。食後、激しい腹痛に見舞われた[25]。
- 2025年2月6日、X公式アカウントで放映したアニメCM「ひとりのよると赤緑」の「おうちドラマ編」に賛否が殺到。2月16日から18日の分析では約21万ポストとなる反響を呼んだ[26][27]。

## モデル小説
高杉良の『燃ゆるとき』（実業之日本社、1990年（平成2年））（新潮文庫、1993年（平成5年））は、同社とその創業者である森和夫をモデルにした実名小説である。その続編『ザ エクセレントカンパニー〜新・燃ゆるとき』（毎日新聞社、2003年（平成15年））（角川文庫、2005年（平成17年））では、東邦水産の高木遼太郎社長となっている。